# لئونارد ملتین
لئونارد ملتین (انگلیسی: Leonard Maltin؛ زادهٔ ۱۸ دسامبر ۱۹۵۰) منتقد فیلم، تاریخ سینما، پیشینه پویانمایی، منتقد غذایی اهل ایالات متحده آمریکا است. وی از سال ۱۹۶۵ میلادی تاکنون مشغول فعالیت بوده‌است.
از فیلم‌ها یا برنامه‌های تلویزیونی که وی در آن نقش داشته‌است می‌توان به نقره فراموش‌شده، داستان پیکسار، گرملین‌ها ۲ و درو: مردی پشت پوستر اشاره کرد.